# Love Crazy
 Love Crazy és una pel·lícula estatunidenca dirigida per Jack Conway, estrenada el 1941 als Estats Units.

## Argument
Steve i Susan Ireland es preparen per celebrar el seu quart aniversari de matrimoni quan arriba la mare de Susan i els regala una catifa; però cau, torçant-se el turmell. Per evitar passar la vesprada amb la seva sogra, Steve se'n va amb una veïna, antiga conquesta que acaba de trobar al mateix immoble, per evadir-se. Quan Susan torna, la seva mare li comunica la notícia, cosa que la torna boja de gelosia.

## Repartiment
- William Powell: Steve Ireland
- Myrna Loy: Susan Ireland
- Gail Patrick: Isobel Kimble Grayson
- Jack Carson: Ward Willoughby
- Florence Bates: Mrs. Cooper
- Sidney Blackmer: Lawyer George Renny
- Sig Ruman: Dr. Wuthering
- Vladimir Sokoloff: Dr. David Klugle
- Donald MacBride: 'Pinky' Grayson
- Sara Haden: Miss Cecilia Landis
- Kathleen Lockhart: Mrs. Bristol
- Fern Emmett: Martha
- Joseph Crehan: Jutge
- George Meeker: Advocat DeWest
- Clarence Muse: Robert
- Elisha Cook Jr: Joe